# Маджид, Стэнли
Стэнли Маджид (англ. Stanley Majid, 14 декабря 1929) — бирманский боксёр. Участник летних Олимпийских игр 1952 года, бронзовый призёр летних Азиатских игр 1958 года.

## Биография
Стэнли Маджид родился 14 декабря 1929 года.
В 1952 году вошёл в состав сборной Бирмы на летних Олимпийских играх в Хельсинки. Выступал в боксёрском турнире в весовой категории до 63,5 кг. Вступил в борьбу с 1/8 финала, где проиграл будущему бронзовому призёру Эркки Маллениусу из Финляндии: судья прервал бой в 3-м раунде.
В 1958 году завоевал бронзовую медаль боксёрского турнира летних Азиатских игр в Токио. Выступая в весовой категории до 71 кг, в четвертьфинале выиграл по очкам у Ким Ин Уна из Южной Кореи, а в полуфинале проиграл будущему чемпиону Осумо Такахаси из Японии, получив нокаут в 1-м раунде.